# Kapelle
Kapelle é um município dos Países Baixos, situada na província da Zelândia. Tem 49,63 km² de área e sua população em 2020 foi estimada em 12.808 habitantes.